# Placa de la UEFA
La Placa de la UEFA fue un premio honorífico otorgado por la Unión Europea de Asociaciones de Fútbol (UEFA) a aquellos clubes que hubiesen obtenido, al menos en una edición, el título en cada una de las tres principales competiciones internacionales organizadas por dicha confederación, es decir, la Copa de Campeones, la Recopa de Europa y la Copa de la UEFA. Fue instaurado oficialmente a finales de 1987 y su primera entrega se dio en el segundo semestre del año sucesivo, siendo la Juventus italiana el club galardonado. Una segunda entrega estuvo inicialmente programada para el segundo semestre de 1992 en favor del Ajax neerlandés, pero no fue realizada por motivos no esclarecidos por la confederación luego que el Barcelona español —quien no cumplía con el requisito impuesto por la UEFA— contemporáneamente presentara, infructuosamente, una solicitud al ente rector del fútbol europeo para obtener tal reconocimiento, siendo posteriormente descontinuado.

## Antecedentes
Desde 1971 hasta 1999 en Europa se disputaban tres competiciones internacionales organizadas por la UEFA cada temporada, las cuales serían reguladas por un único comité desde 1972 y contaban con fechas definidas en el calendario internacional, por lo que fueron denominadas desde entonces por dicho órgano de gobierno como sus principales competiciones en términos de prestigio y por los medios de comunicación como «las tres copas europeas» o, en los países de habla hispana, como «euro-torneos» debido a que contaban en general con un nivel futbolístico similar. Dichos torneos, denominados Copa de Campeones de Europa, Recopa y Copa de la UEFA, además, asignaron puntaje para el coeficiente confederativo desde su introducción en 1979, siendo considerado el primero citado como el más prestigioso y el último como el más difícil de ganar en virtud de su impredecibilidad, el nivel de los participantes y los diferentes equipos vencedores con que contó cada temporada.
Al comienzo de la temporada 1984-85 en el fútbol europeo, dos clubes en el continente tuvieron la posibilidad de convertirse en los primeros en completar este trío de competiciones, habiendo ganado anteriormente dos trofeos distintos: el Hamburgo y la Juventus, que compitieron en la Copa de la UEFA y en la Copa de Campeones, respectivamente, y que debían ganar el trofeo en tales competiciones para conseguirlo; siendo el equipo italiano el único en lograrlo al final de esa temporada.
En diciembre de 1987, el Comité organizador de las competiciones de la UEFA propuso, en Zúrich, al Comité Ejecutivo de la confederación que fuese instituido un premio oficial para aquellos clubes que hubiesen ganado al menos una vez los tres torneos paneuropeos —un suceso denominado a posteriori por la confederación como «el Triplete Europeo»— y, tras ser ratificado, se anunció que se sería entregado por primera vez durante la primera reunión oficial de la UEFA de la siguiente temporada, el cual iba a realizarse cinco meses más tarde. Al momento del anuncio, sólo dos clubes en Europa hubiesen completado el trío de competiciones de la UEFA, igualando el récord de la Juventus, de haber conseguido el título en la competición en la que estuvieron participando: el Anderlecht en la Copa de Campeones y el Milan en la Copa de la UEFA durante la temporada 1987-88, pero ambos fueron eliminados en los cuartos de final y en la segunda fase, respectivamente. En una situación similar se encontraron tanto el Ajax de Ámsterdam como el Bayern de Múnich, quienes participaron infructuosamente en la Copa de la UEFA 1988-89.
Los medios de comunicación italianos denominaron a ese reconocimiento desde que fuera conferido en julio de 1988, Targa UEFA (castellano: Placa de la UEFA) por metonimia y sinécdoque y con ese nombre fue también conocido, por traducción literal, fuera del país.

## Descripción
El premio consiste en una placa conmemorativa plateada de forma rectangular dividido en dos campos por una corona de laurel bañada en oro. En el campo superior está impresa en una tonalidad más oscura de plata la siguiente leyenda escrita en idioma francés, entonces principal idioma utilizado en la comunicación confederativa:

Hommage
L'UEFA au Juventus F.C.
Premier club ayant remporté les trois competitions inter-clubs de l'UEFA
Coupe des Clubs Champions Européenns
Coupe des Vainqueurs de Coupe Européenne
Coupe UEFA.
Tributo
[de] la UEFA a la Juventus F.C.
Primer club en ganar las tres competiciones interclubes de la UEFA
Copa de Clubes Campeones Europeos
Copa de Clubes Ganadores de Copa Europea
Copa de la UEFA.

coronada a su vez con el escudo de la confederación europea de fútbol bañado en oro, mientras que en el campo inferior se encuentran impresos en relieve, en dos tonalidades distintas de plata, tres imágenes que representan a los trofeos de los tres torneos disputados para ese entonces durante la temporada deportiva.

## Destinatarios
El 12 de julio de 1988, al inicio del sorteo de las competiciones de la UEFA de la temporada 1988-89 celebrado en Ginebra (Suiza), el presidente del organismo europeo de ese entonces, Jacques Georges, entregó por primera vez el premio a la Juventus —representado por su presidente Giampiero Boniperti— en reconocimiento a ser el primer club en la historia del fútbol europeo en conquistar los tres principales trofeos UEFA.
Cuatro años más tarde, en mayo de 1992, después de ganar la Copa de Campeones, el entonces presidente del FC Barcelona, Josep Lluís Núñez solicitó a la UEFA un reconocimiento similar argumentando que su club habría igualado el récord de la Juventus habiendo ganado previamente la Recopa y la Copa de la UEFA. El ente rector del fútbol europeo, encabezado ya por su presidente Lennart Johansson, quien sucedió a Georges en el cargo; rechazó tal solicitud argumentando que el equipo catalán nunca ganó la Copa de la UEFA y no reconoce como torneo oficial a su predecesor, la Copa de Ferias, cuyo título fue obtenido anteriormente por la citada entidad. Ocho meses más tarde, Johansson propuso, infructuosamente, fusionar las tres competiciones europeas en un único campeonato pancontinental en el que los mejores equipos del Viejo Continente habrían de estar involucrados.
Desde que la UEFA presentara el reconocimiento a la Juventus, únicamente otros cuatro clubes en Europa han logrado ganar tales competiciones: el Ajax holandés en 1992 —a quien estuvo inicialmente prevista la entrega del premio luego de obtener la Copa de la UEFA 1991-92, no obstante la UEFA ulteriormente decidiera no otorgarlo por motivos nunca esclarecidos—, el Bayern de Múnich alemán en 1996 y los ingleses Chelsea en 2013 y Manchester United en 2017.